# Förlanda distrikt
Förlanda distrikt är ett distrikt i Kungsbacka kommun och Hallands län. 
Distriktet ligger sydost om Kungsbacka. 

## Tidigare administrativ tillhörighet
Distriktet inrättades 2016 och utgörs av socknen Förlanda i Kungsbacka kommun.
Området motsvarar den omfattning Förlanda församling hade vid årsskiftet 1999/2000.